# Current Index to Statistics
Der Current Index to Statistics ist eine Online-Datenbank vom Institute of Mathematical Statistics und der American Statistical Association mit bibliographischen Angaben über Artikel aus den Bereichen Statistik und Wahrscheinlichkeit sowie aus  ähnlichen Bereichen. In dem Verzeichnis werden neben allen Artikeln aus so genannten Core Journals auch ausgesuchte Artikel über Statistik aus 1.200 weiteren Fachzeitschriften sowie mehr als 11.000 Bücher über Statistik gelistet.
Seit 1. Januar 2017 ist der Zugang frei. Anfang 2019 erklärt die Website, dass die Datenbank zum 31. Dezember 2019 geschlossen werden wird („... will be shut down ...“). Es wird derzeit evaluiert, wie der existierende Datenstand auf Dauer erhalten werden kann.[veraltet]